# سبيريت: حصان من سيمارون (فلم)
سبيريت (بالإنجليزية: Spirit) هو فيلم رسوم متحركة تم إنتاجه من قبل شركة دريم ووركس أنيميشن. والذي يحكي عن مغامرة حصان شاب يعيش في براري أمريكا الغربية في القرن الـ19. الفيلم، كتبه جون فوسكو من إخراج كيلي اسبوري وورنا كوك، رشح لجائزة الأوسكار لأفضل فيلم رسوم متحركة. يتميز الفيلم بطريقة تصوير للحيوانات بأسلوب مجسم مع ميزات متحركة أخرى، وتتواصل الخيول مع بعضهم البعض من خلال الأصوات ولغة الجسد. وتم تسجيل صوت الخيل «سبيريت» بواسطة الممثل مات دايمون من دون أي حوار. وأطلق الفيلم لأول مرة في دور السينما في 24 مايو عام 2002، وحصل الفيلم على 122.6 مليون دولار.

## القصة
في القرن الـ19 غرب أمريكا، ولد فرس صغير، سبيريت، لقطيع من خيول كيجر موستانغ، وفي مدة غير بعيدة، أصبح المهر ينمو حتى صار زعيم القطيع، الذي تعهد بالحفاظ على الخيول آمنة، سبيريت قائد شجاع، ولكن لديه فضول كبير. اكتشف في ليلة غريبة ضوء ليس ببعيد عن قطيعه، هذا الحصان غير قادر على السيطرة على فضوله فذهب للتحقق من الضوء، والخيول سهلة الانقياد، فوجد إنسانين نائمان في مخيمهم، فاستيقظوا ورأوه وألقوا القبض عليه، وأخذوه إلى معسكر الفرسان الأمريكي.
في هذا الوقت، يرى الحصان الخيول تستخدم كـ«عبيد» في كل مكان حوله في المعسكر. فواجه «العقيد»، الذي يقوم بترويض الخيول، والذي حاول ترويضه ولكن الحصان أحبط كل محاولات ترويضه.ولإضعاف الحصان، أمر ضابط المعسكر بتقييده لمدة ثلاثة أيام دون طعام أو ماء. وفي الوقت نفسه، يتم إحضار «ليتل كريك» من قبيلة لاكوتاأيضا داخل الحصن، ومن جديد، يحاول الضابط ترويضه بكل وسيلة ولكن «سبيريت» انتفض مرة أخرى وأوقع الضابط الذي كان يركبه، وهرب من المعسكر مع الهندي.
بعد عودة ليتل كريك إلى قرية لاكوتا، كريك يحاول ترويض الحصان «سبيريت» بلطف، ولكن الحصان يرفض. ليتل كريك ربط «سبيريت» مع فرسته «راين»، وعندما كان يحاول المغادرة، قالت «راين» انها تصر على البقاء، ثم تبين له عالمها. ثم وقع في حب مع الفرس. ليتل كريك يحاول مرة أخرى أن يمتطي الحصان «سبيريت»، ولكن «سبيريت» لا يزال غير مستعد. ثم يقرر أن سبيريت لن يتم ترويضه وقام بتحريره من الحبل. كما سأل «سبيريت» «راين» أن تأتي معه إلى قطيعه، وفي هذه الأثناء هجم ضابط المعسكر على القرية. وخلال معركة شرسة، تم اطلاق النار على الفرس «راين» من قبل الضابط، فقام «سبيريت» بالقفز في النهر كمحاولة لإنقاذ راين، ولكن محاولته كانت غير ناجحة وسقطا كلاهما من الشلال. ووجد «سبيريت» «راين» متأثرة بجراحها ويبقى بجانبها حتى يلتقطه الجيش. وبينما يتم أخذ سبيريت بعيدا، ليتل كريك يصل، وتعهد مع نفسه بإنقاذ سبيريت لأنه قام بإنقاذ حياته.
يتم أخذ سبيريت إلى منطقة العمل على القطار، حيث عليه أن يسحب قاطرة البخار. وأدرك بعد وقت أن طريقهم إلى وطنه، سبيريت يكسر السلاسل. ويهرب مع باقي الخيول، فوقعت القاطرة مما تسبب في حدوث انفجار. ثم يظهر كريك في الوقت المناسب وينقذ سبيريت من النار التي أحرقت الغابة.
في صباح اليوم التالي، العقيد ورجاله يجدون سبيريت وليتل كريك، وتكون مطاردة بينهما. في نهاية المطاف، يمحاصرون، ولكن سبيريت تحدى نفسه وتمكن من القفز بنجاح بين الصخرتين البعيدتين. قفزة سبيريت أذهلت العقيد. توقف رجاله لإطلاق النار على سبيريت وليتل كريك، ولكن العقيد سمح لهما بالمغادرة. عاد «سبيريت» مع كريك إلى قرية كوتا ويجد «راين» عائدة بصحة جيدة. ليتل كريك يقرر تسمية سبيريت «الروح الذي لا ينكسر»، وحرره مع راين. عاد سبيريت وراين إلى موطن سبيريت، وجمع الشمل في النهاية مع قطيع سبيريت.

## أصوات
- مات ديمون _ سبيريت
- جيمس كرومويل _ العقيد
- دانيال ستودي _ ليتل كريك
- ريتشارد _ بيل
- جون روبانو _ جندي
- ميريديث ويلز _ فتاة الهندية

## الإنتاج

### الرسوم المتحركة
سبيريت (الحصان) تم تطويره على مدى أربع سنوات من الرسم والتحريك التقليدي باليد إضافة إلى التحريك باستخدام الحاسوب. قامت شركة دريم ووركس بشراء حصان وإحضاره إلى استوديو الرسوم المتحركة في غلينديل (كاليفورنيا) لدراسته ورسمه في الفيلم. في قسم الصوت، استخدمت تسجيلات لخيول حقيقية كأصوات دق الحافر وأصوات أخرى للعديد من الخيول.

## الموسيقى
تم تأليف الموسيقى بشكل فعال من قبل هانز زيمر مع أغاني براين آدمز في كلا النسختين الإنجليزية والفرنسية من الألبوم. أغنية الافتتاحية للفيلم، كانت مكتوبة من قبل بريان ادامز، غريتشن بيترز، وهانز زيمر. تم إنتاج الموسيقى من قبل جيمي جام وتيري لويس. وضعت العديد من الأغاني والترتيبات في الفيلم، من الموضوعات القائمة على الحب، والمناظر الطبيعية، الأخوة والصراعات، والرحلات. غارث بروكس كان من المفترض أن يكتب الأغاني ويسجل في الفيلم ولكن الصفقة فشلت.

## الجوائز
- جائزة ASCAP للموسيقى،[4] حصل عليها كل من هانز زيمر وبريان آدمز
- جائزة الأوسكار لأفضل فيلم رسوم متحركة،[5] حصل عليها جيفري كاتزنبرج
- جائزة آني لللإنجاز الفردي في ترتيب الصور _ حصل عليها روني ديل كارمن، لاري ليكر وسيمون ويلز

__للإنجاز الفردي في التصميم والإنتاج _ حصل عليها لوك دسماركلر

__للإنجاز الفردي في تمصم الشخصية _ حصل عليها كارلوس جرانجل

__للإنجاز الفردي في آثار الرسوم المتحركة _ حصل عليها كل من يانسي لاندكويست وجيمي لويد
- جائزة غولدن غلوب لأفضل أغنية أصلية لفيلم _ حاز عليها

__هانز زيمر (موسيقى)

__براين آدمز (كلمات)

__غريتشن بيترز (كلمات)
- جائزة جمعية المؤثرات البصرية لأفضل الشخصيات المتحركة في سينما الرسوم المتحركة

وجوائز عديدة أخرى.

## ملاحظة
1. في يوليو 2014، تم شراء حقوق توزيع الفيلم من دريم ووركس أنيميشن وتم تحويل الخقوق إلى شركة تونتيث سينتشوري فوكس.